# Электро (музыкальный жанр)
Электро (или электро-фанк) — жанр электронной музыки и раннего хип-хопа, на создание которого повлияла драм-машина Roland TR-808 и фанк.
В записях этого жанра обычно используются драм-машины и тяжёлые электронные звуки, обычно без вокала, хотя, если вокал присутствует, он воспроизводится невозмутимо, часто с помощью электронных искажений, таких как вокодирование и ток-боксинг. Это основное различие между электро и ранее известными жанрами, такими как диско, в которых электронное звучание было лишь частью инструментала. Жанр также заметно отличается от своего предшественника буги тем, что он менее ориентирован на вокал и больше сосредоточен на электронных битах, производимых драм-машинами.
После упадка диско-музыки в Соединённых Штатах электро возникло как сплав фанка и раннего хип-хопа под влиянием нью-йоркского буги, немецкой и японской электронной поп-музыки. Жанр возник благодаря музыкантам Артуру Бейкеру, Африке Бамбаатаа, Warp 9 и Хашиму. Оригинальными треками электро были «Planet Rock» (1982) и «Nunk» (1982), оба с характерными барабанными битами TR-808.
Начало 1980-х было пиком популярности электро. К середине 1980-х жанр отошёл от влияния электроники и фанка, используя более жёсткие биты и рок-семплы, примером которых является рэп-группа Run-D.M.C. Электро снова стало популярным в конце 1990-х благодаря таким артистам, как Энтони Ротер, и диджеям, таким как Дэйв Кларк. Третья волна популярности пришлась на 2007 год. Электро разделился на поджанры, включая электрокор и скви.

## Характеристики

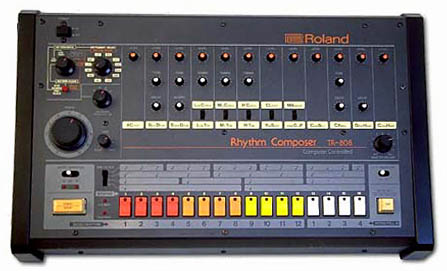
драм-машина Roland TR-808

С самого начала одной из определяющих характеристик звука электро было использование драм-машин, в частности Roland TR-808, в качестве ритмической основы трека. По мере развития жанра компьютеры и семплирование заменили драм-машины в электронной музыке и теперь используются большинством продюсеров электро. Хотя электро 1980-х и современное электро (электронная танцевальная музыка) оба выросли из распада диско, теперь это разные жанры.
Классические (1980-е) барабанные паттерны электро, как правило, представляют собой электронную эмуляцию брейкбита с синкопированной бочкой и обычно малым барабаном или хлопком, акцентирующим бэкбит. Разница между ударными электро и брейкбитом (или брейком) заключается в том, что электро имеет тенденцию быть более механическим, в то время как брейкбит имеет более человеческое ощущение, как у живого барабанщика. Однако определение несколько двусмысленно по своей природе из-за различного использования термина.
Драм-машина Roland TR-808 была выпущена в 1980 году, определив раннее электро своим сразу узнаваемым звуком. Стаккато, перкуссионные ударные, как правило, доминировали над электро, почти исключительно обеспечиваемым TR-808. Как недорогой способ создания звука ударных, TR-808 быстро завоевал популярность у продюсеров раннего электро из-за способности его большого барабана генерировать экстремально низкие частоты. Этот аспект Roland TR-808 особенно привлекал продюсеров, которые тестировали свои треки в ночных клубах (например, в Funhouse в Нью-Йорке), где звук большого барабана был необходим для успеха записи. Его уникальные перкуссионные звуки, такие как хлопки в ладоши, открытый и закрытый хай-хэт, клаве и колокольчик, стали неотъемлемой частью звучания электро. TR-808 использовался в ряде популярных песен начала 1980-х, в том числе «Sexual Healing» Марвина Гэя, «Clear» Cybotron и «Planet Rock» Африки Бамбаатаа. Roland TR-808 приобрёл культовый статус и в конечном итоге использовался для создания большего количества хитов, чем любая другая драм-машина. Благодаря использованию семплов Roland TR-808 до сих пор остаётся популярным в электро и других жанрах.
Другие инструменты электро были, как правило, электронными, с предпочтением аналогового синтезатора, запрограммированных басовых партий, секвенированных или арпеджио синтетических риффов и атональных звуковых эффектов, созданных с помощью синтезаторов. Интенсивное использование эффектов, таких как реверберация, дилей, хорус или фэйзер, наряду с жуткими синтетическими ансамблевыми струнами или звуками пэдов, подчёркивало научно-фантастические или футуристические темы классического электро (1980-е), представленные в текстах и/или музыке. Сингл 1983 года электро-хип-хоп-группы Warp 9 «Light Years Away», спродюсированный и написанный Лотти Голден и Ричардом Шером, иллюстрирует научно-фантастический, афрофутуристический аспект электро, отражённый как в текстах, так и в инструментах. Образы его лирического припева — это место, где человеческая раса отдаёт дань уважения одноимённому фильму Sun Ra 1974 года, в то время как его синтезаторные линии и звуковые эффекты основаны на научной фантастике, компьютерных играх и мультфильмах, «рождённых возрождением научной фантастики»:148.
Большая часть электро инструментальна, но распространённым элементом является вокал, обработанный вокодером. Кроме того, синтез речи может использоваться для создания роботизированного или механического лирического содержания, как в культовой «Planet Rock» и автоматическом пении в припеве «Nunk» от Warp 9. Хотя раннее электро было в основном инструментальным, в нём использовался рэп. Мужской рэп доминировал в жанре, однако женщины-рэперы являются неотъемлемой частью традиции электро, независимо от того, представлены ли они в группе, как в Warp 9, или в качестве сольных исполнителей, таких как Роксана Шанте. Лирический стиль, возникший вместе с электро, стал менее популярным к 1990-м годам, поскольку рэп продолжал развиваться, став областью хип-хопа.
О происхождении электро:
Всё дело было в расширении границ, которые начали душить чёрную музыку, и её влияние лежало не только на немецких волшебниках технопопа Kraftwerk, признанных прародителях чистого электро, а также на британских футуристах, таких как The Human League и Гэри Ньюман, но также и на ряд новаторских чернокожих музыкантов. Крупные исполнители, такие как Майлз Дэвис, Слай Стоун, Херби Хэнкок, Стиви Уандер, легендарный продюсер Норман Уитфилд и, конечно же, Джордж Клинтон и его команда P Funk, сыграли свою роль в формировании этого нового звучания благодаря инновационному использованию электронных инструментов в 70-х (и уже в конце 60-х в случае Майлза Дэвиса).
—Greg Wilson
Гэри Ньюман. Он был крут. Так важно для нас. Когда мы услышали этот сингл «Are Friends Electric?», это было как будто инопланетяне приземлились в Бронксе. Мы просто подбрасывали формы под эту мелодию. Больше, чем Kraftwerk. Ньюман был источником вдохновения. Он герой. Без него не было бы электро.
—Afrika Bambaataa

## История создания

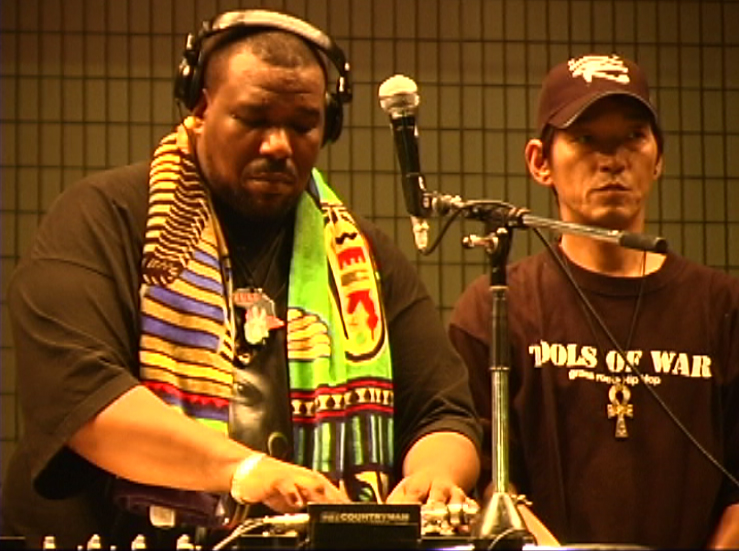
Afrika Bambaataa (слева) в 2004 году

После упадка диско-музыки в конце 1970-х различные фанк-исполнители, такие как Zapp & Roger, начали экспериментировать с ток-боксами и использованием более тяжёлых и характерных битов. Буги сыграл свою роль в годы становления электро, в частности, трек «Feels Good» от группы Electra 1982 года (Emergency — EMDS-6527), постдиско-продакшн «You’re the One for Me» американского дуэта D. Train 1981 года (Prelude — PRL D 621) и продакшн Эрика Мэтью/Дэррила Пейна в песнях «Thanks to You» американского женского трио Sinnamon 1982 года (Becket – BKD 508) и «On A Journey (I Sing The Funk Electric)» проекта Elektrik Funk 1982 года (Prelude – PRL D 541). Электро в конечном итоге возникло как сплав различных стилей, включая фанк, буги в сочетании с немецким и японским технопопом, в дополнение к влиянию футуризма Элвина Тоффлера, фильмов о боевых искусствах и музыки в видеоиграх. Непосредственными предшественниками жанра были Kraftwerk и Yellow Magic Orchestra (YMO).
В 1980 году YMO была первой группой, использовавшей программируемую драм-машину Roland TR-808. В том же году участник YMO Рюити Сакамото выпустил «Riot in Lagos», который считается ранним примером музыки электро, и считается предвосхитившим биты и звуки электро. Влияние песни можно увидеть в работах более поздних новаторов в области электро, таких как Afrika Bambaataa и Mantronix.
1982 год стал переломным для электро. Продюсер из Бронкса Африка Бамбаатаа выпустил основополагающий трек «Planet Rock», который содержал элементы «Trans-Europe Express» Kraftwerk (из одноимённого альбома) и «Numbers» (из альбома Kraftwerk Computerwelt 1981 года) в сочетании с использованием отличительных битов TR-808. «Planet Rock» широко известен как поворотный момент в жанре электро, «как будто кто-то включил свет»:146. Ещё одна новаторская пластинка, выпущенная в том же году, «Nunk» от Warp 9 использовала «образы, взятые из компьютерных игр и хип-хоп-сленга». Несмотря на то, что он так и не был выпущен, будущий основатель лейбла Def Jam Рассел Симмонс спродюсировал прото-хип-хоп-сингл Брюса Хаака «Party Machine» в студии в Филадельфии. Электро-хип-хоп-релизы 1982 года включают песни следующих исполнителей: Planet Patrol, Warp 9, Man Parrish, Джордж Клинтон (альбом Computer Games), Grandmaster Flash and the Furious Five, Tyrone Brunson, The Jonzun Crew и Whodini.
В 1983 году Hashim создал влиятельную мелодию в стиле электро-фанк «Al-Naafiysh (The Soul)», которая стала первым релизом лейбла Cutting Record в ноябре 1983 года. В то время на Хашима повлияли «Hip Hop, Be Bop» от Мана Пэрриша, «She Blinded Me With Science» от Томаса Долби и «Planet Rock» от Африки Бамбаатаа. Позже «Al-Nafyish» был включён в сборник Playgroup Kings of Electro (2007) вместе с другими классическими произведениями электро, такими как «Riot in Lagos» от Сакамото. Также в 1983 году Херби Хэнкок в сотрудничестве с Grand Mixer D.ST выпустил хит-сингл «Rockit».
Бамбаатаа и такие группы, как Planet Patrol, Jonzun Crew, Mantronix, Newcleus, Warp 9 и детройтская группа Хуана Аткинса Cybotron, продолжали оказывать влияние на жанры Детройт-техно, ghettotech, брейкбит, драм-н-бейс и электроклэш. Ранние продюсеры в жанре электро (в частности, Артур Бейкер, Джон Роби и Шеп Петтибон) позже заняли видное место в движении Latin Freestyle (или просто «Freestyle») вместе с Лотти Голден и Ричардом Шером (продюсером/автором Warp 9), сочетающем электро, фанк и хип-хоп с элементами латиноамериканской музыки.
К концу 1980-х этот жанр превратился в то, что сегодня известно как ньюскульный хип-хоп. Выпуск сингла Run-D.M.C. «It's Like That» (1983) ознаменовал собой стилистический сдвиг, сосредоточив внимание на битах в строгом металлическом минимализме:151. Рок-семплы пришли на смену синтезаторам, игравшим столь заметную роль в электро, а стили и техники рэпа развивались параллельно, привязывая рэп к меняющейся хип-хоп-культуре. Бейкер, Петтибон, Голден и Шер сделали крепкую карьеру и в эпоху хауса, избегая «жанровой ловушки» и успешно создавая мейнстримных артистов.
На протяжении 1990-х и начала 2000-х годов музыканты жанра Детройт-техно Джеймс Стинсон и Джеральд Дональд выпустили множество мини-альбомов, синглов и альбомов концептуальной музыки в жанре электро под разными псевдонимами. Их главный проект, Drexciya, известен тем, что исследует научную фантастику и водные темы.
В 2014 году был выпущен документальный фильм «Darkbeat: An Electro World Voyage», посвящённый музыке электро.

## Электро в России
В СССР электронная музыка не была массовым явлением до второй половины 1980-х годов. В 1970-х годах её создавали с помощью синтезатора, а среди известных композиторов того времени были Эдуард Артемьев и Алексей Рыбников. В начале 80-х появилась латвийская группа Zodiac, которая писала музыку на космическую тематику. В середине 80-х в стране появились компьютеры, с помощью которых можно было создавать музыку, которая отличалась от синтезаторной.
В 1984 году фирма грамзаписи «Мелодия» объединилась со Спорткомитетом СССР и выпустила грампластинку «Ритмическая гимнастика» и три пластинки из серии «Спорт и музыка», музыка на которых была представлена в различных жанрах, включая электро. Материал был предназначен для проведения тренировочных занятий, соревнований и других форм активного отдыха. Все пластинки были записаны во Всесоюзной студии грамзаписи «Мелодия». Музыкальное сопровождение к «Ритмической гимнастике» создали инструментальные ансамбли Павла Овсянникова и Владимира Осинского, таллинский ансамбль «Радар», рижский ВИА «Опус», Андрей Родионов и Борис Тихомиров, а в качестве инструментов были задействованы клавишные, синтезатор ударных Roland TR-808 и гитара. Музыка из альбома использовалась для занятий гимнастикой в воскресной передаче «Ритмическая гимнастика», выходившей в эфир на Центральном телевидении с конца 1984 года. На пластинке представлена музыка в жанрах электро (инструментальный фанк), синти-поп, буги и диско. В альбоме «Пульс 1. Музыкальный компьютер» музыку создали Андрей Родионов и Борис Тихомиров, и они были первыми, кто стал использовать компьютер для написания музыки. Дуэт отвечал за программирование музыкального компьютера Yamaha CX5, синтезаторов Yamaha DX7 и Roland Jupiter 4, и ритмокомпозера Roland TR-909. В альбоме «Пульс 2. Инструментальная музыка» треки создал латвийский композитор Зигмар Лиепиньш с помощью музыкантов, в распоряжении которых были клавишные, ударные, драм-машина Yamaha RX-11, бас-гитара и соло гитара. В альбоме «Пульс 3» музыку создал советский джазмен Алексей Козлов и его ансамбль «Арсенал», её они использовали для исполнения брейк-данса в виде «электропантомимы» во втором отделении своих концертов. Для создания композиций в стилях электро и нью-вейв музыканты использовали клавишные, ударные, драм-машину Roland TR-909, бас-гитару, соло гитару, альт и сопрано саксофоны. Альбом был записан в студии «Мелодии» во время проведения XII Всемирного фестиваля молодёжи и студентов летом 1985 года, но издан был только спустя год — 7 августа 1986 года.
С 1986 по 1991 год американская музыка в жанрах электро и хип-хоп использовалась для исполнения брейк-данса на Всесоюзных брейк-фестивалях. В 1986 году фирма «Мелодия» выпустила ещё одну пластинку из серии «Спорт и музыка» — «Аэротон», музыку к которой написал инструментальный ансамбль под руководством Владимира Осинского, в арсенале которого были бас-гитары, ударные, перкашн, гитары, клавишные, ритм-композер, скрипка, саксофон, труба и перкуссия. В 1987 году Андрей Родионов и Борис Тихомиров выпустили второй альбом — «512 Кбайт», записанный во Всесоюзной студии грамзаписи «Мелодия». В отличие от предыдущего на данном альбоме были представлены как инструментальные композиции, так и песни о пользе компьютера. При создании альбома в стиле синти-поп было использовано два компьютера Yamaha YIS-805/128R, оснащённых модулями синтезатора SFG-05.
В 2000 году брейк-данс-команда Jam Style & Da Boogie Crew выпустила музыкальный альбом «Вы хотели party», материал которого был сделан в жанрах хип-хоп, электро, брейкбит.